# America de Nord Britanică
America de Nord Britanică cuprinde teritoriile coloniale ale Imperiului Britanic din America de Nord începând cu 1783. Colonizarea engleză⁠(d) a Americii de Nord a început în secolul al XVI-lea în Newfoundland, apoi mai la sud la Roanoke și Jamestown, Virginia⁠(d) și, mai substanțial odată cu întemeierea celor Treisprezece Colonii de-a lungul coastei atlantice a Americii de Nord.
Teritoriile coloniale ale Imperiului Britanic din America de Nord s-au extins mult în legătură cu Tratatul de la Paris (1763), care a încheiat oficial Războiul de Șapte Ani, denumit de coloniile engleze din America de Nord Războiul Francez și Indian, și de către coloniile franceze la Guerre de la Conquête. Odată cu dobândirea finală a celei mai mari părți a Noii Franțe (Nouvelle-France), teritoriul britanic din America de Nord⁠(d) a ajuns mai mult decât dublu ca întindere, iar excluderea Franței a modificat și ea dramatic peisajul politic al continentului.
Termenul America Britanică⁠(d) a fost folosit pentru a se referi la teritoriile coloniale ale Imperiului Britanic din America de Nord dinainte de Declarația de Independență a Statelor Unite, cel mai faimos în discursul din 1774 al lui Thomas Jefferson la Primul Congres Continental intitulat: A Summary View of the Rights of British America.
Termenul America de Nord Britanică a fost folosit inițial în urma Tratatului de la Paris (1783) care a încheiat Războiul de Independență al SUA și a confirmat independența celor treisprezece colonii ale Marii Britanii care au format Statele Unite ale Americii. Termenii America Britanică și America de Nord Britanică au continuat să fie folosiți pentru teritoriile păstrate de britanici în America de Nord, dar termenul America de Nord Britanică a ajuns să fie folosit mai consecvent în legătură cu provinciile care aveau să formeze în cele din urmă Dominionul Canadei, în urma Raportului privind Afacerile Americii de Nord Britanice⁠(d) (1839), denumit pe scurt Raportul Durham.
Dominionul Canadei a fost format în temeiul Legii Americii de Nord Britanice (BNA) din 1867⁠(d), denumit și Legea Constituțională din 1867. În urma consimțământului regal⁠(d) acordat Legii BNA, trei dintre provinciile Americii de Nord Britanice (New Brunswick, Nova Scotia și Provincia Canada —care avea să devină provinciile canadiene Ontario și Quebec) s-au alăturat pentru a forma „Un singur dominion sub coroana Regatului Unit al Marii Britanii și Irlandei, cu o Constituție similară ca principiu celei a Regatului Unit,” la 1 iulie 1867, data Confederării Canadei.
Insula Bermuda din Atlantic (administrată inițial de Compania Virginia⁠(d) și, împreună cu Bahamas, considerată împreună cu America de Nord înainte de 1783), a fost grupată de la acea dată împreună cu provinciile maritime⁠(d) până la formarea Dominionului Canadei în 1867 și, ulterior, în general, cu coloniile Indiilor de Vest Britanice⁠(d) (deși Biserica Anglicană a continuat până în 1919 să plaseze Bermuda sub conducerea episcopului Newfoundlandului⁠(d)).
Pe durata sa, America de Nord Britanică a cuprins teritoriile coloniale ale Imperiului Britanic din America de Nord, între 1783 și 1907, fără a include Caraibele. Aceste teritorii le includ pe cele care formează Canada actuală, precum și, integral sau în mare parte, șase state din vestul mijlociu al SUA (Ohio, Indiana, Illinois, Michigan, Wisconsin și partea de nord-est a Minnesotei), care s-au format din Teritoriul de Nord-Vest, și mari părți din Maine, care fuseseră inițial pe teritoriul francez al Acadiei.

## Diviziunile politice

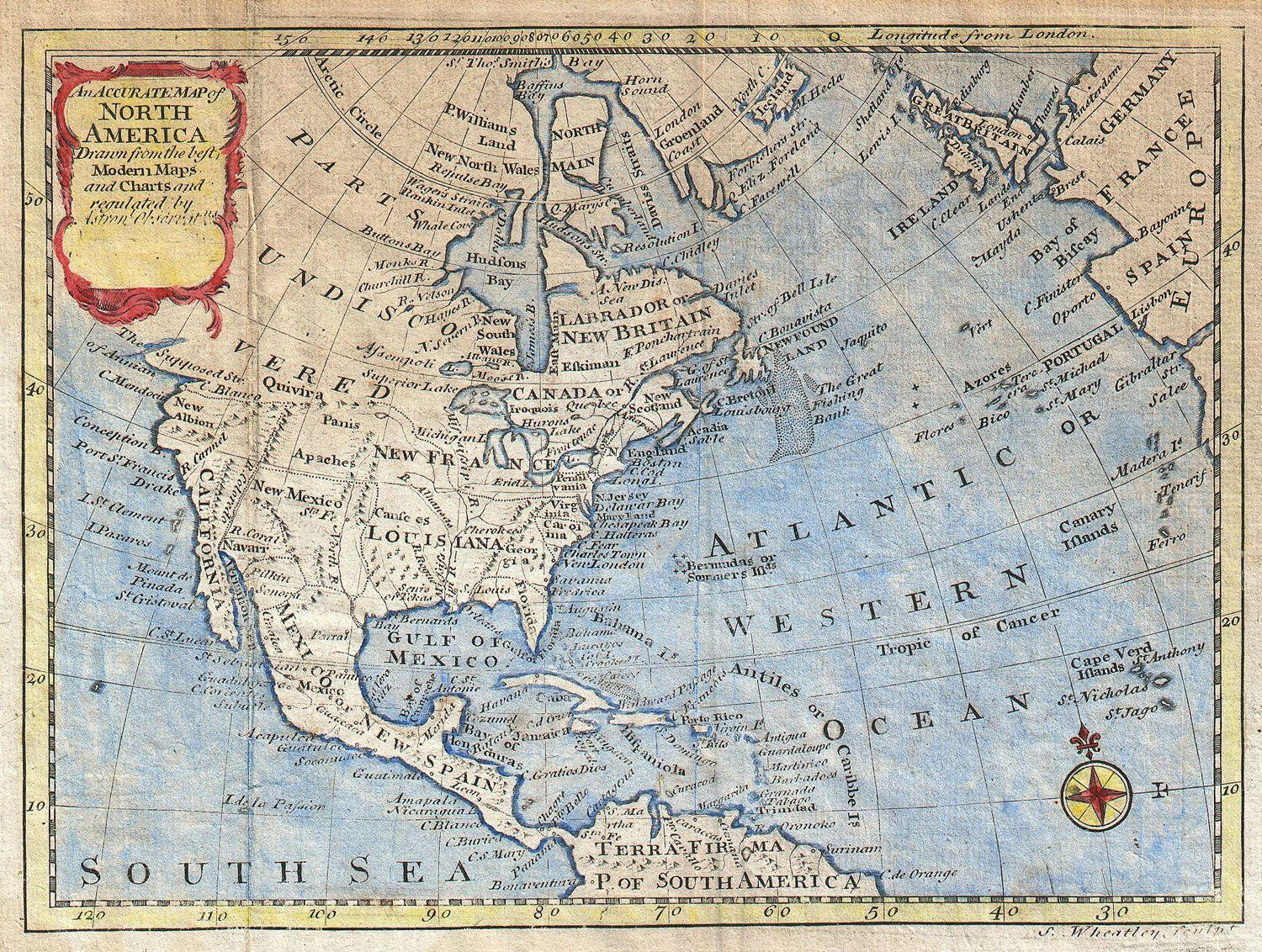
America de Nord Britanică cca. 1747

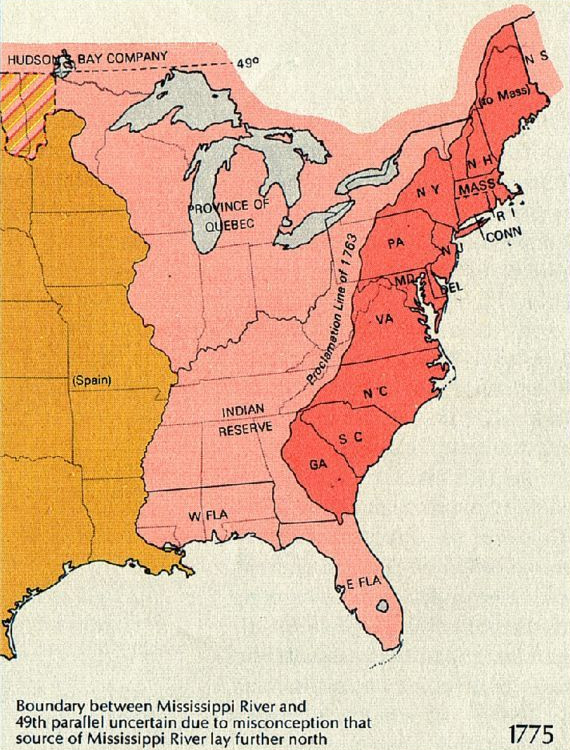
America de Nord Britanică în 1775; cele Treisprezece Colonii sunt arătate cu roșu.

Când Regatul Angliei și-a început eforturile de a coloniza America de Nord la sfârșitul secolului al XVI-lea, a ignorat vechea revendicare a Spaniei de suveranitate asupra întregului continent (pretenția similară a Spaniei asupra întregii Americi de Sud a fost respinsă când Papa a împărțit-o între acesta și Portugalia prin Tratatul de la Tordesillas din 1494). Zona de colonizare a Spaniei era însă oricum limitată doar la părțile foarte sudice ale Americii de Nord și metropola spaniolă nu avea capacitatea de a-și impune suveranitatea. Ignorând, la fel ca și Spania, suveranitatea popoarelor indigene, Anglia a revendicat întregul continent (deși granițele sale de vest și de nord nu erau încă clare), pe care l-a numit Virginia în onoarea reginei fecioare, Elisabeta I.
Prima colonizare reușită a Angliei în America de Nord a fost Jamestown⁠(d), înființat de Virginia Company din Londra⁠(d) în 1607, a doua fiind apoi arhipelagul Bermudelor din Oceanul Atlantic, adăugat la teritoriul aceleiași companii în 1612 (compania ocupa arhipelagul încă de la naufragierea în 1609 a navei sale emblematice, Sea Venture⁠(d)). În 1606 s-au organizat două zone de colonizare în America de Nord, numele Virginia ajungând să se refere la zona de sud, între paralele de 34° și 41° latitudine nordică, administrate de Virginia Company din Londra. Forma scurtă a numelui acelei companii era de fapt London Company, dar a ajuns să fie cunoscută în mod popular sub numele de Virginia Company. Zona de colonizare nordică, care se întindea până la 45° latitudine nordică (o zonă care avea să fie cunoscută sub numele de New England), urma să fie administrată și colonizată de Virginia Company of Plymouth⁠(d) (sau Plymouth Company), care a înființat Colonia Popham în ceea ce este astăzi Maine în 1606, dar aceasta a fost abandonată rapid și teritoriul Plymouth Company a fost absorbit în cel al London Company.
De-a lungul secolului al XVII-lea, denumirea de Virginia s-a referit doar la entitatea care este astăzi statul Virginia din Statele Unite ale Americii, zonele ulterioare de colonizare de pe continent fiind considerate colonii separate cu propriile lor administrații locale și toate în mod colectiv denumite America (mai rar America de Nord). Regatul Angliei (inclusiv Principatul Țării Galilor) și Regatul Scoției au rămas țări separate până la unificarea lor în 1707 pentru a forma Regatul Marii Britanii. Încercările Scoției de a-și stabili propriile colonii în America de Nord și America Centrală înainte de 1707 au fost de scurtă durată, dar Anglia a adus posesiuni transatlantice substanțiale în noua țară unită. Din acel moment, America engleză a devenit America britanică. În 1775, în ajunul Revoluției Americane, America Britanică cuprindea teritoriile din emisfera vestică de la nord-est de Noua Spanie, cu excepția insulelor și teritoriilor revendicate de Indiile de Vest Britanice⁠(d). Acestea erau:
- Bermude
- Teritoriile arctice britanice⁠(d)
- Floridele⁠(d) (Estul și Vestul Floridei⁠(d), administrate separat)
- Rezervația indiană⁠(d)
- Newfoundland⁠(d)
- Teritoriul de Nord-Vest⁠(d)
- Nova Scotia
- Quebec⁠(d)
- Țara lui Rupert (teritoriul Companiei Hudson's Bay⁠(d) )
- Insula St. John's⁠(d) (mai târziu Insula Prințul Eduard)
- Cele Treisprezece Colonii (fiecare administrată separat, care vor deveni în curând Statele Unite):
  - Colonia Connecticut
  - Colonia Delaware
  - Provincia Georgia
  - Provincia Maryland
  - Provincia Golful Massachusetts
  - Provincia New Hampshire
  - Provincia New Jersey⁠(d)
  - Provincia New York
  - Provincia Carolina de Nord⁠(d)
  - Provincia Pennsylvania⁠(d)
  - Colonia Rhode Island și Plantațiile Providence⁠(d)
  - Provincia Carolina de Sud⁠(d)
  - Colonia Virginia

### Bermuda
Insulele Somers, sau Bermudele, au fost ocupate de Virginia Company⁠(d) de când nava amiral a acesteia, Sea Venture⁠(d), a naufragiat acolo în 1609, iar arhipelagul a fost adăugat oficial pe teritoriul companiei în 1612, apoi administrat de o companie separată din ea, the Somers Isles Company⁠(d), până în 1684, dar a menținut legături strânse cu Virginia și Colonia Carolina (care fuseseră ulterior colonizate din Bermuda sub conducerea lui William Sayle⁠(d) în 1670). Guvernul britanic a grupat inițial Bermudele cu America de Nord (arhipelagul este la aproximativ 1.030 km la est-sud-est de Cape Hatteras⁠(d), Carolina de Nord, Cape Point de pe Insula Hatteras fiind cel mai apropiat loc de debarcare); 1.236 km sud de insula Cape Sable, Nova Scotia; 1.759 km nord-est de Cuba și 1.538 km nord de Insulele Virgine Britanice.

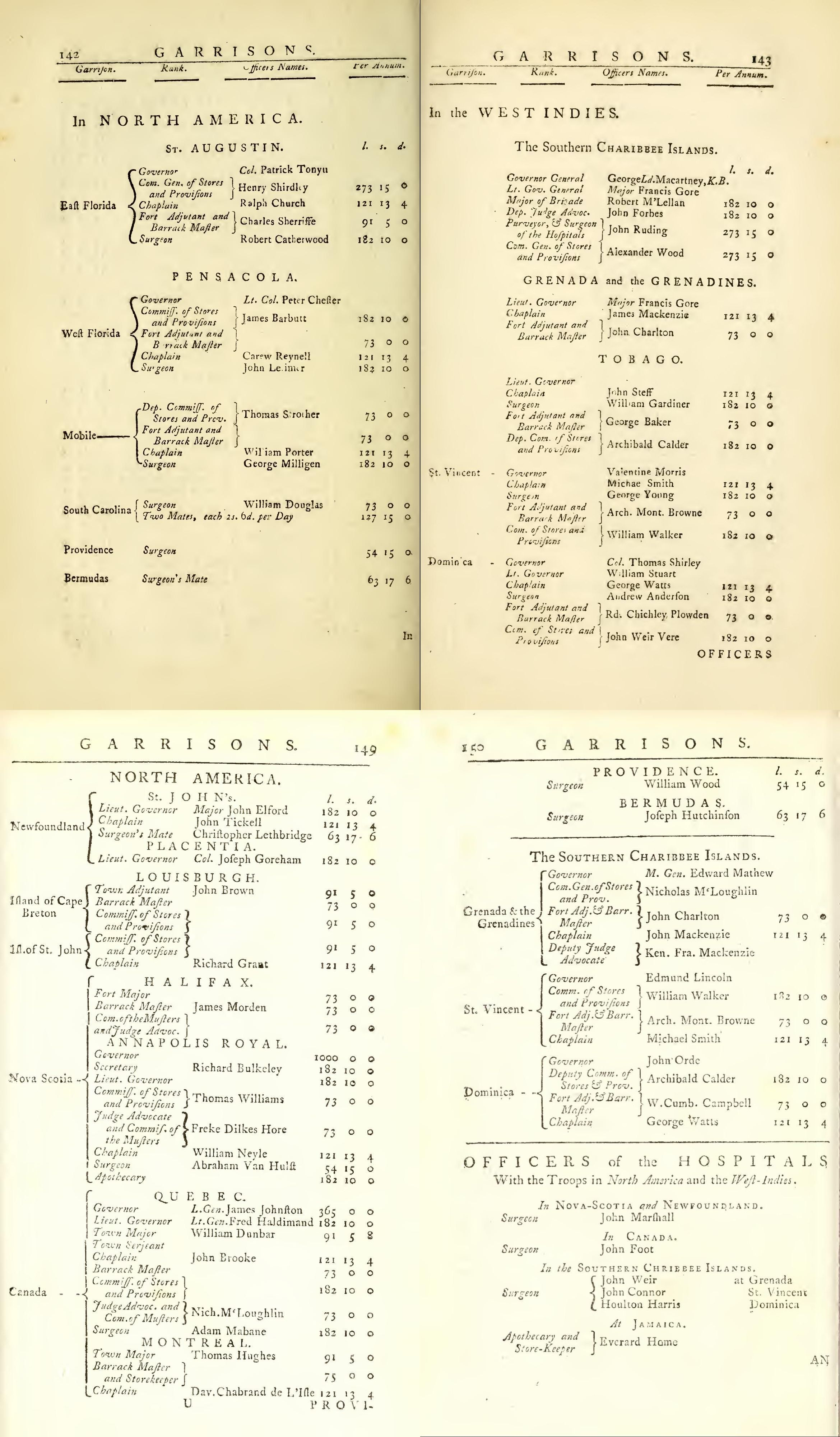
Guvernatori militari și ofițeri de stat major în garnizoanele din America de Nord Britanică și Indiile de Vest 1778 și 1784

Deși Bermudenii⁠(d), care aveau legături strânse de sânge și comerț cu coloniile continentale din Sudul SUA de astăzi (în special Virginia și Carolina de Sud), au înclinat spre a-i susține pe rebeli la începutul Războiului de Independență al SUA, controlul Atlanticului înconjurător de către Royal Navy a făcut să nu existe nicio probabilitate a coloniei de a se alătura revoltei. Deși rebelii au fost aprovizionați cu nave și praf de pușcă de către bermudeni, corsarii bermudeni s-au orientat în curând asupra navelor rebele. După recunoașterea de către guvernul britanic a independenței celor treisprezece colonii continentale rebele în 1783, Bermuda a fost grupată regional de către guvernul britanic cu Posesiunile Maritime⁠(d) și Newfoundland și Labrador și, pe scară mai largă, cu America de Nord britanică.
După război, Marina Regală a petrecut doisprezece ani cartografiind bariera de corali din jurul Bermudelor pentru a descoperi canalul care permitea accesul la laguna din nord, Great Sound⁠(d) și Hamilton Harbour⁠(d). Odată ce acesta a fost localizat, a fost înființată o bază (inițial la St. George's⁠(d), înainte de construcția Șantierului Naval Regal din Bermuda⁠(d)) în 1794, când vice-amiralul Sir George Murray⁠(d), comandantul șef al noii Stații a Râului Sf. Laurențiu și a Coastei Americii și Americii de Nord și a Indiilor Occidentale⁠(d), au înființat prima Casa a Amiralității⁠(d) la Rose Hill, St. George's. În 1813, arealul comandat de acesta a redevenit Stația Americii de Nord, după ce Indiile Occidentale au fost arondate Stației Jamaica⁠(d), iar în 1816 a fost redenumită în Stația Americii de Nord și Lacurilor Canadei. Cartierul general a fost inițial în Bermuda pe timpul iernii și în Halifax pe timpul verii (ambele au fost desemnate ca fortărețe imperiale⁠(d), împreună cu Gibraltar și Malta), dar Bermuda a devenit sediul stației pe tot parcursul anului în 1821, când zona acoperită a devenit Stația America de Nord și Indiile Occidentale. Șantierul Naval Regal din Halifax⁠(d) a fost în cele din urmă transferat la Marinei Regale Canadiene⁠(d) în 1907.
Înainte de 1784, Garnizoana Bermuda⁠(d) a fost plasată sub ordinele comandantul militar al Americii din New York în timpul Războiului de Independență al SUA. O mică garnizoană de infanterie a existat între 1701 și 1768, alături de miliție, iar o parte a Batalionului Garnizoanei Regale fusese staționată acolo în 1778, dar acel batalion a fost desființat în Bermuda în 1784. Garnizoana militară obișnuită a fost reînființată în Bermuda în 1794 dintr-o parte a Regimentului 47 Infanterie al Armatei Britanice, iar Board of Ordnance a amplasat și el acolo o companie invalidă a Artileriei Regale⁠(d) la scurt timp după aceea. Garnizoana din Bermuda urma să facă parte din Comandamentul Nova Scotia până în 1869 (în 1815, generalul locotenent Sir George Prevost era căpitan general și guvernator șef în și peste provinciile Canadei Superioare, Canadei Inferioare, Nova Scotia și New Brunswick, și mai multor dependențe ale acestora, vice-amiral al acelorași, general-locotenent și comandant al tuturor forțelor Majestății Sale în respectivele provincii Canada Inferioară și Canada Superioară, Nova Scotia și New-Brunswick și diferitele lor dependențe și în insulele Newfoundland, Prințul Edward, Cape Breton și Bermude etc. etc. Sub Prevost, personalul armatei britanice din provinciile Nova-Scotia, New-Brunswick și dependențele acestora, inclusiv insulele Newfoundland, Cape Breton, Prințul Edward și Bermuda se aflau sub comanda generalului-locotenent Sir John Coape Sherbrooke. Sub Sherbrooke, Garnizoana Bermuda se afla sub controlul imediat al guvernatorului-locotenent al Bermudei, generalul-maior George Horsford), și a fost extins foarte mult în timpul secolului al XIX-lea, atât pentru a apăra colonia ca bază navală, cât și pentru a lansa operațiuni amfibii împotriva coastei atlantice a Statelor Unite în orice război care ar putea izbucni.
Forțele Marinei Regale, Armatei Britanice, Royal Marines și Colonial Marines cu sediul în Bermuda au desfășurat acțiuni de acest fel în timpul Războiului American din 1812, când blocada instituită de Marina Regală pe litoralului atlantic al Statelor Unite a fost orchestrată din Bermuda (Noua Anglie, unde sprijinul pentru războiul guvernului Statelor Unite împotriva Marii Britanii a fost scăzut și din care Regatul Unit a continuat să primească cereale pentru a-și hrăni armata angajată în Războiul Peninsular, a fost la început exclus din această blocadă). În 1813, locotenent-colonelul Sir Thomas Sydney Beckwith⁠(d) a sosit în Bermuda pentru a comanda o forță expediționară însărcinată cu raiduri asupra litoralului atlantic al Statelor Unite, în special în regiunea Golfului Chesapeake⁠(d). Forța urma să fie compusă din batalionul de infanterie aflat atunci în serviciul de garnizoană în Bermuda, Regimentul 102 de Infanterie (cu ofițerul său comandant, locotenent-colonelul Charles James Napier în calitate de secund) formând o brigadă cu Royal Marines și o unitate recrutată din rândul prizonierilor de război francezi, care se aflau sub comanda lui Napier, și o altă brigadă formată sub locotenent-colonelul Williams de la Royal Marines. Forța a luat parte la bătălia din Insula Craney⁠(d) la 22 iunie 1813. Cea mai faimoasă acțiune desfășurată în timpul războiului de către forțele din Bermuda a fost Campania Chesapeake, inclusiv Incendierea Washingtonului ca răzbunare pentru „distrugerea voluntară a proprietății private de-a lungul țărmului de nord al Lacului Erie” de către forțele americane sub conducerea col. John Campbell în mai 1814, cel mai notabil fiind raidul în Port Dover⁠(d) efectuat pentru a atrage forțele Statelor Unite departe de granița cu Canada. În 1828, Excelența Sa George, Contele de Dalhousie, (baronul Dalhousie, din Castelul Dalhousie), Cavaler de Mare Cruce al prea-Cinstitului Ordin Militar din Bath era căpitan general și guvernator șef în și peste provinciile Canada Inferioară, Canada Superioară, Nova-Scotia și New-Brunswick, și mai multe dependențe ale acestora, vice-amiral al aceleiași, general-locotenent și comandant al tuturor forțelor Majestății Sale în provinciile menționate și în diferitele lor dependențe și în insulele Newfoundland;, Prințul Edward și Bermude etc. Sub Dalhousie, provinciile Nova-Scotia, New-Brunswick și dependențele lor, inclusiv insula Newfoundland, Cape Breton, Prințul Edward și Bermuda se aflau sub comanda Excelenței Sale general-locotenent Sir James Kempt GCB, GCH.
Biserica Anglicană oficială din Bermuda (din 1978, intitulată Biserica Angliei din Bermuda) și Newfoundland a fost atașată Scaunului din Nova Scotia între 1825 și 1839 și, respectiv, între 1787 și 1839. Din 1839, insula Newfoundland și coasta Labradorului, precum și Bermuda, au devenit părți ale Eparhiei Newfoundland și Bermuda, cu un episcop comun (Aubrey George Spencer fiind primul) alternându-și reședința între cele două colonii. Un Sinod separat al Bermudelor a fost încorporat în 1879, dar a continuat să împartă episcopul cu Newfoundland până în 1919, când a fost creat postul separat de Episcop al Bermudelor (în 1949, când Newfoundland a devenit provincie a Canadei, Episcopia Newfoundlandului a devenit parte a Bisericii Anglicane din Canada; Biserica Angliei din Bermuda, care a fost redenumită Biserica Anglicană din Bermuda în 1978, este astăzi una dintre cele șase biserici anglicane extraprovinciale din cadrul Bisericii Angliei, sub conducerea de Arhiepiscopul de Canterbury).
La un moment dat, printre alte structuri ecleziastice s-au numărat Bermuda cu Nova Scotia sau Canada. După separarea Bisericii Angliei de Biserica Romano-Catolică, cultul romano-catolic a fost interzis în Anglia (ulterior, Marea Britanie) și coloniile sale, inclusiv Bermuda, până la Legea de Îndreptare pentru Romano-Catolici din 1791⁠(d) și a funcționat ulterior sub restricții până în secolul al XX-lea. Odată instituit cultul romano-catolic, Bermuda a făcut parte din Arhiepiscopia Halifaxului din Nova Scotia⁠(d), până în 1953, când a fost separată pentru a deveni Prefectura Apostolică a Insulelor Bermude. Congregația primei Biserici Episcopale Metodiste Africane din Bermuda (Biserica Episcopală Metodistă Africană Sf. Ioan, ridicată în 1885 în Parohia Hamilton) făcuse anterior parte din Biserica Episcopală Metodistă Britanică din Canada.

### Noua Franță (Nouvelle-France)
Marea Britanie a achiziționat cea mai mare parte din Acadia sau Acadie, Noua Franță, în contextul Războiului Reginei Ana⁠(d) din 1702–1713. Ulterior, a dobândit și alte teritorii. Acestea aveau să devină provinciile Nova Scotia, New Brunswick și Insula Prințului Eduard, precum și părți din Quebec și teritorii care aveau în cele din urmă să devină parte din Maine.
Marea Britanie a dobândit o mare parte din restul Canadei (Noua Franță) și jumătatea de est a Louisianei, inclusiv Florida de Vest, de la Franța, și Florida de Est de la Spania, prin Tratatul de la Paris (1763), care a pus capăt Războiului de Șapte Ani. (Spania nu intrase în posesia niciunei părți din Louisiana, care îi fusese cedată prin Tratatul de la Fontainebleau⁠(d), de către Franța până în 1769). Prin Tratatul de la Paris (1783), Statele Unite au dobândit partea din Quebec de la sud de Marile Lacuri; în același timp, Spania a obținut Florida de Vest și a recâștigat Florida de Est.

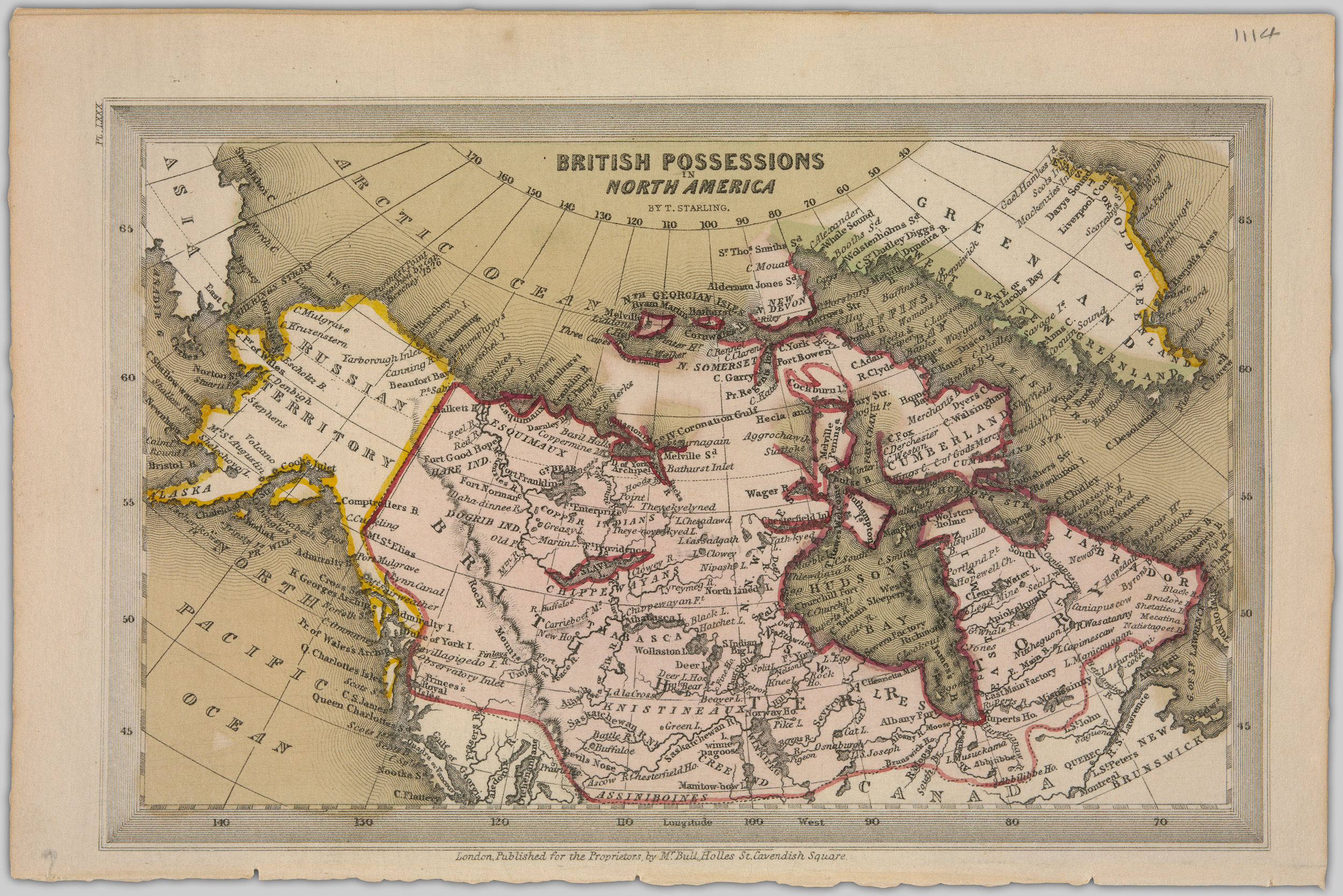
Posesiunile britanice din America de Nord cca. 1830

Nova Scoția a fost împărțită în Nova Scotia modernă și New Brunswick în 1784. Partea din Quebec care a fost păstrată de britanici după 1783 a fost împărțită în Canada Inferioară⁠(d), în principal locuită de vorbitori de limbă franceză, și Canada Superioară, în principal vorbitoare de limba engleză, în 1791.
După Războiul din 1812, Tratatul din 1818 a stabilit paralela 49 ca graniță între Statele Unite și Regatul Unit, de la Țara lui Rupert spre vest până la Munții Stâncoși. Apoi, în 1846, Regatul Unit și Statele Unite și-au împărțit Țara Oregon⁠(d). Statelor Unite li s-au atribuit teritoriile de la sud de paralela 49, dar Regatul Unit a păstrat toată Insula Vancouver (inclusiv partea din ea aflată la sud de paralela 49).

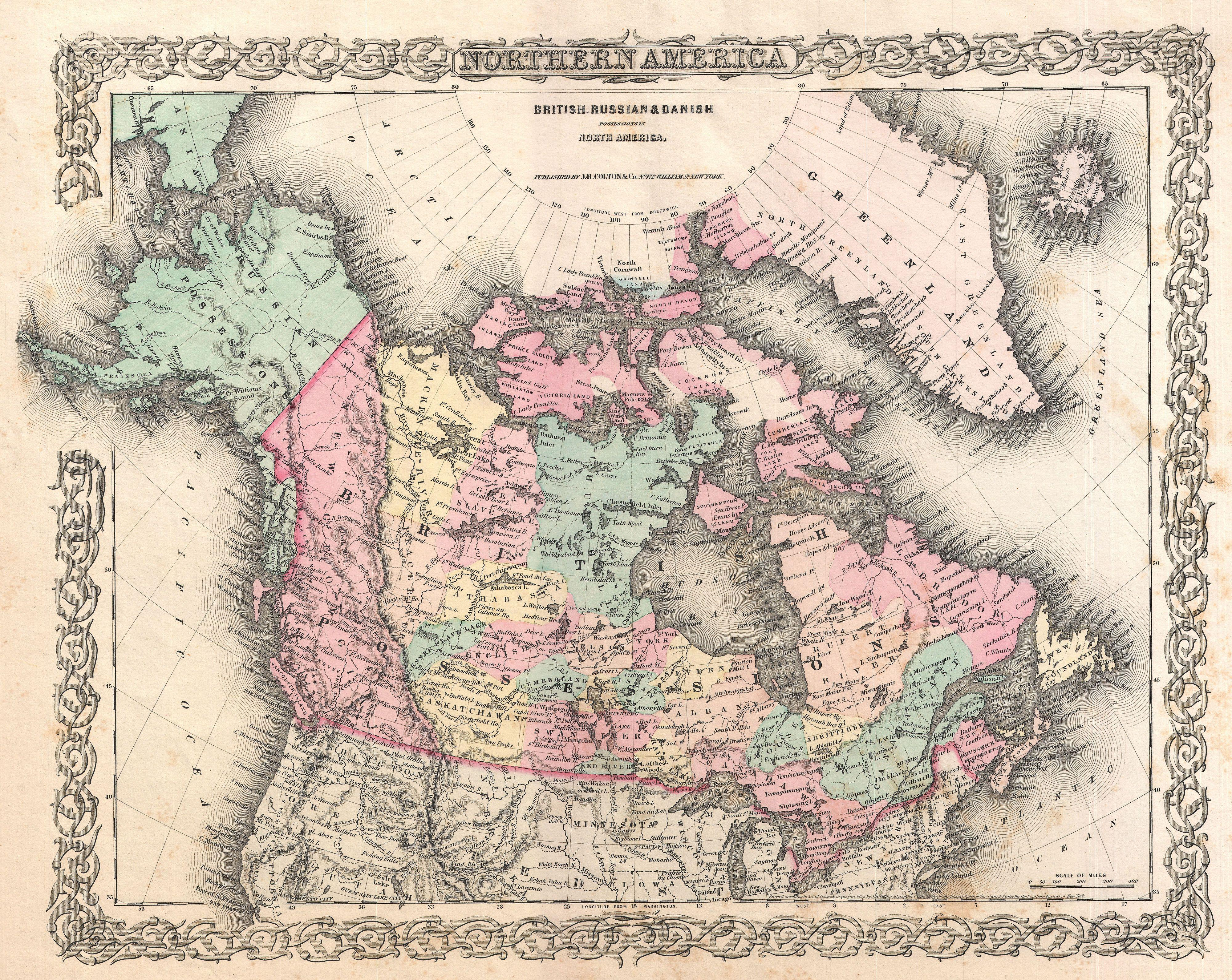
Posesiunile britanice din America de Nord cca. 1855

După amenințări și certuri pe terenuri bogate în masă lemnoasă, granița cu Maine a fost clarificată prin Tratatul Webster-Ashburton⁠(d) din 1842.
Cele două Canade⁠(d) au fost unite în provincia Canada în 1841.

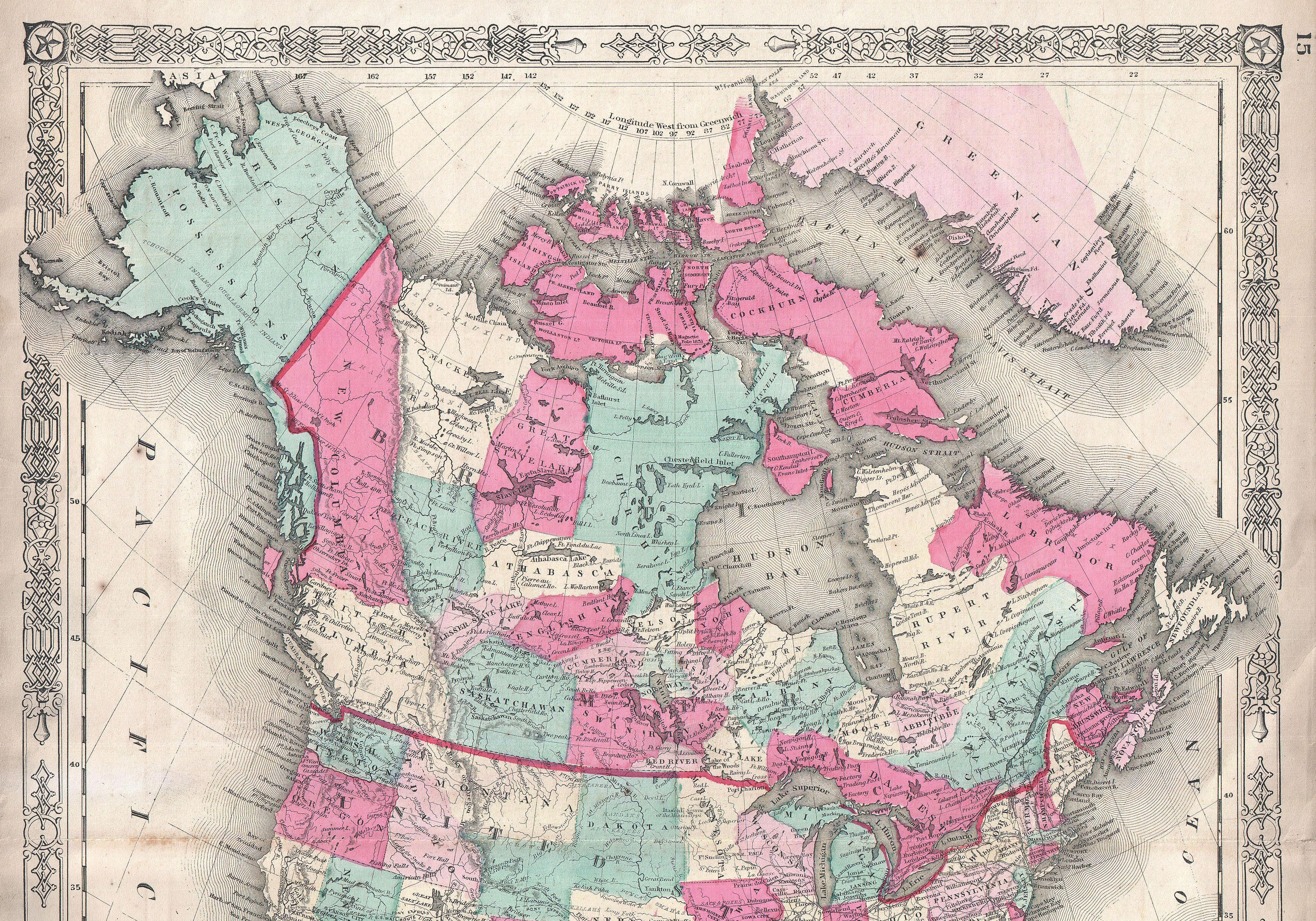
America de Nord britanică c. 1864

La 1 iulie 1867, a fost înființat Dominionul Canadei prin Legea Americii de Nord Britanice din 1867⁠(d). Procesul de confederare a reunit provinciile Canada, New Brunswick și Nova Scotia. Fosta provincie a Canadei a fost împărțită din nou în două părți, Canada Est⁠(d) (Canada Inferioară) fiind redenumită Quebec, iar Canada Vest (Canada Superioară) primind numele de Ontario.
După confederarea din 1867, armata britanică s-a retras din Canada în 1871, predând atribuțiile de apărare Miliției Canadiene⁠(d). Odată cu desființarea ulterioară a Comandamentului Nova Scotia al armatei britanice și a biroului comandantului său șef pentru America de Nord Britanică, Garnizoana Bermuda, aflată încă în creștere, a fost ridicată la rangul de comandament al Bermudelor.

### Newfoundland, Țara lui Rupert și alte teritorii ale Americii de Nord Britanice
Deși Newfoundland și Labrador au rămas separate de Canada până în 1949, în urma confederării Canadei, Bermuda a fost din ce în ce mai percepută de guvernul britanic ca grupată, cel puțin pentru comoditate, cu Indiile Occidentale Britanice. Ultima legătură administrativă cu Maritimele a rămas biserica oficială. În 1879 s-a format Sinodul Bisericii Angliei din Bermuda și o Eparhie a Bermudei s-a separat de Episcopul Newfoundlandului, dar a continuat să fie grupată sub Episcopul Newfoundlandului și Bermudei până în 1919, când Newfoundland și Bermuda și-au primit fiecare câte un episcop separat.
În 1870, Țara lui Rupert, care consta din teritoriile Companiei Golfului lui Hudson⁠(d), a fost anexată Canadei sub titulatura de Teritoriile de Nord-Vest (NWT) și noua provincie Manitoba. Columbia Britanică, colonia britanică de pe coasta de vest de la nord de paralela 49, inclusiv toată Insula Vancouver, s-a alăturat ca a șasea provincie a Canadei în 1871, iar Insula Prințului Eduard s-a alăturat ca a șaptea în 1873. Granița Columbiei Britanice cu Teritoriul american Washington a fost stabilită prin arbitraj în 1872 și cu Alaska prin arbitraj în 1903.
Arhipelagul Arctic a fost cedat de Regatul Unit Canadei în 1880 și s-a adăugat Teritoriilor de Nord-Vest. Mai târziu, mari secțiuni ale Teritoriilor de Nord-Vest au fost separate ca noi teritorii (Teritoriul Yukon în 1898 și Nunavut în 1999) sau provincii (Alberta și Saskatchewan, ambele în 1905) sau au fost adăugate provinciilor existente (Manitoba, Ontario și Quebec, în mai multe etape, încheiate în 1912).
În 1907, singurei colonii britanice rămase în America de Nord, Newfoundland⁠(d), i s-a acordat statutul de dominion, deși începând din 1934 a revenit în administrație britanică sub o Comisie de Guvernare⁠(d). În 1949, insula Newfoundland și teritoriul său continental asociat, Labrador, s-au alăturat Canadei ca a zecea provincie.
Canada a devenit semi-independentă începând cu 1867 și pe deplin suverană în afaceri externe începând cu Statutul de la Westminster din 1931. Canada și-a câștigat dreptul de a înființa și de a accepta ambasade străine, prima fiind la Washington, DC.
Ultimele vestigii ale dependenței constituționale a Canadei de Marea Britanie au rămas până când canadienii din diferite provincii au convenit asupra unei proceduri interne de modificare a Constituției Canadei. Acest acord a fost implementat atunci când Parlamentul britanic a adoptat Legea Canadei din 1982⁠(d) la cererea Parlamentului Canadei.

## Coloniile britanice din America de Nord
În urma declarației de independență din 1776 a coloniilor care aveau să formeze Statele Unite (independență recunoscută de guvernul britanic în 1783), zonele care au rămas sub suveranitate britanică au fost administrate de Home Office⁠(d), care fusese format la 27 martie 1782 și care a controlat și armata până când aceasta a fost transferată la Biroul de Război⁠(d) în 1794. Home Office denumea restul coloniilor continentale nord-americane și arhipelagul Bermudelor (situat la 1.030 km în largul Carolinei de Nord), America de Nord Britanică și administrația acestora era din ce în ce mai legată. În 1801, administrarea coloniilor a fost mutată de la Home Office la Biroul de Război (care a devenit Biroul Colonial și de Război), secretarul de stat pentru război devenind astfel secretarul de stat pentru război și colonii⁠(d) până în 1854, când Biroul Colonial și de Război a fost împărțit în Biroul de Război (sub Secretarul de Stat pentru Război) și Biroul Colonial (sub Secretarul de Stat pentru Colonii⁠(d)).
Înainte de semnarea Tratatului Oregonului din 1846, coloniile continentale nord-americane erau după cum urmează: 
- Provincia Canada  — (anterior Canada Superioară și Canada Inferioară⁠(d))
- Newfoundland⁠(d)
- Nova Scotia
- New Brunswick
- Insula Prințul Eduard
- Țara lui Rupert
- Teritoriile Arctice Britanice⁠(d)
- Districtul Columbia⁠(d) / Țara Oregon⁠(d) (în comun cu Statele Unite)[16]

## Administrare
Pe lângă guvernele coloniale locale din fiecare colonie, America de Nord Britanică era administrată direct de la Londra.
Din 1783 până în 1801, Imperiul Britanic, inclusiv America de Nord Britanică, a fost administrat de Home Office⁠(d) și de secretarul de interne⁠(d), apoi din 1801 până în 1854 de Biroul de Război⁠(d) (care a devenit Biroul Colonial și de Război) și de secretarul de stat pentru război și colonii (cum a fost redenumită funcția de secretar de stat pentru război). Din 1824, Imperiul Britanic a fost împărțit de către Biroul Colonial și de Război în patru departamente administrative, inclusiv AMERICA DE NORD, INDIILE DE VEST, MEDITERANA ȘI AFRICA, și COLONIILE RĂSĂRITENE, dintre care America de Nord includea:
AMERICA DE NORD
- Canada Superioară, Canada Inferioară⁠(d)
- New Brunswick, Nova Scotia, Insula Prințului Eduard
- Bermuda, Newfoundland

Biroul Colonial și Biroul de Război, precum și secretarul de stat pentru colonii și secretarul de stat pentru război, au fost separate în 1854. Biroul de Război, de atunci până la confederarea din 1867 a Dominionului Canadei, a împărțit administrația militară a stațiilor coloniale și străine britanice în nouă districte: America de Nord și Atlanticul de Nord ; Indiile de Vest; Mediterana; Coasta de Vest a Africii și a Atlanticul de Sud; Africa de Sud; Egipt și Sudan; OCEANUL INDIAN; Australia; și China. America de Nord și Atlanticul de Nord au inclus următoarele stații (sau garnizoane):
AMERICA DE NORD ȘI ATLANTICUL DE NORD
- New Westminster (Columbia Britanică)
- Newfoundland
- Quebec
- Halifax
- Kingston, Canada Vest
- Bermuda

Sistemul poștal avea un administrator cu sediul în America de Nord Britanică, care însă răspundea unor superiori de la Londra.